# Chiuruș, Covasna
Chiuruș (în maghiară Csomakőrös) este o localitate componentă a orașului Covasna din județul Covasna, Transilvania, România.

## Personalități
- Sándor Kőrösi Csoma (1784-1842), explorator secui, autorul primului dicționar tibetan-englez

## Galerie

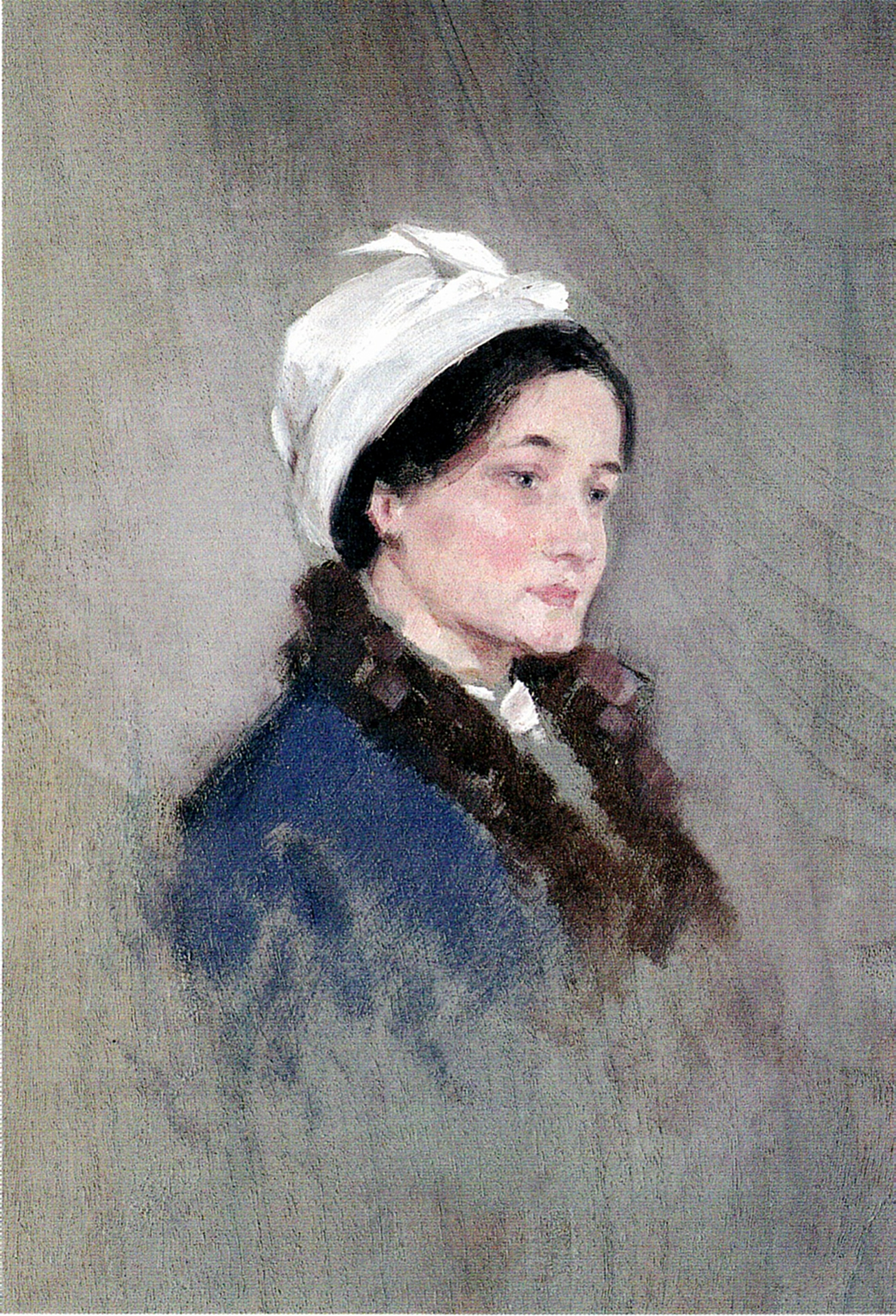
Maria Dáncs din Chiuruș, soția lui Nicolae Grigorescu, portret de Nicolae Grigorescu
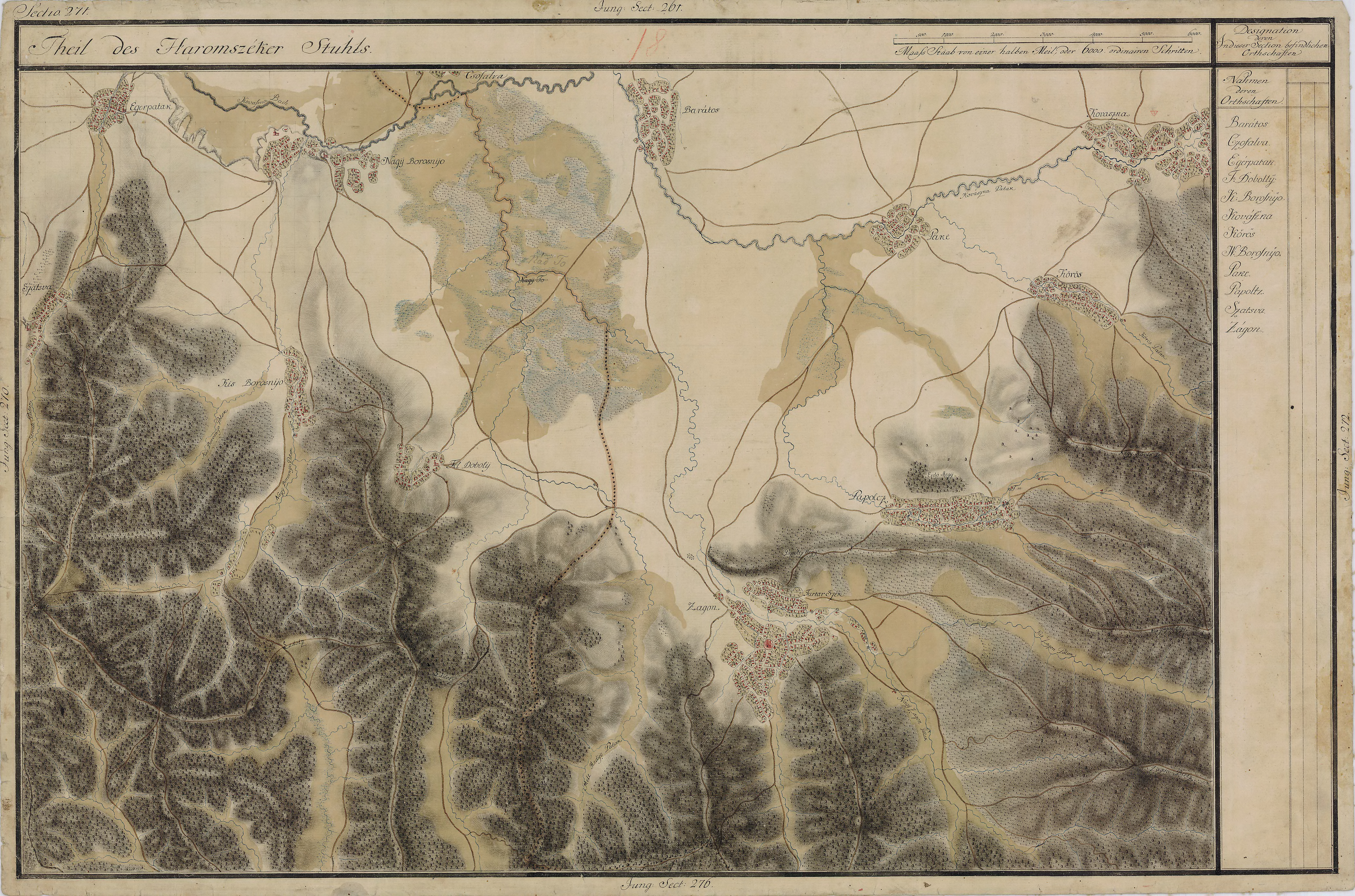
Chiuruș în Harta Iosefină a Transilvaniei, 1769-1773

 Acest articol despre o localitate din județul Covasna este deocamdată un ciot. Puteți ajuta Wikipedia prin completarea lui.